# Edme Villequin

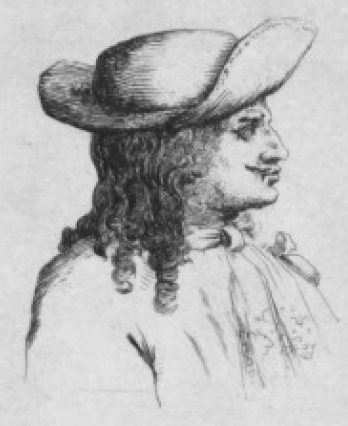
Edme Villequin

Edme Villequin (Ferrières-en-Brie, 24 oktober 1607 - Parijs, 9 maart 1676), beter bekend onder zijn artiestennaam de Brie, was een Frans toneelspeler. 

## Biografie
Edme Villequin was de zoon van Philiberte Vernet Jean Villequin, een schilder die in dienst was van de koning. Ook was hij de broer van schilder Étienne Villequin, die op 7 april 1663 aan de Koninklijke academie voor beeldhouw- en schilderkunst werd ontvangen. Zijn artiestennaam ontleende Edme aan het tweede deel van de naam van zijn geboorteplaats. 
Rond 1650 moet Edme Villequin zich hebben aangesloten bij het gezelschap van Molière, waar hij tot zijn dood deel van is blijven uitmaken. Wat hij eerder voor werk deed is niet bekend. Ongeveer in dezelfde periode waarin hij tot het gezelschap van Molière toetrad trouwde Edme Villequin met de toen 20-jarige Catherine Leclerc du Rosé, die ook deel van het gezelschap uitmaakte. Zijn eerste rol speelde hij in de komedie La Jalousie du barbouillé. Sindsdien is hij hoofdzakelijk minder belangrijke bijrollen blijven spelen. Na Molières dood in 1673 behoorde Villequin tot degenen die bleven optreden in het Hôtel de Guénégaud.

## Belangrijke rollen
- Villebrequin in La Jalousie du barbouillé  (1650)
- La Rapière, sabelschermer in Le Dépit amoureux (16 december 1656)
- Almanzor, laquais, dans Les Précieuses ridicules (18 november 1659)
- Villebrequin, vader van Valère in Sganarelle (28 mei 1660)
- De commissaris in L'École des maris op 24 juni 1661
- M. Loyal, deurwaarder, in Tartuffe ou l'Imposteur op 12 mei 1664
- La Ramée, huurmoordenaar in  Dom Juan op 15 februari 1665
- Een marechausseebewaker in  Le Misanthrope op 4 juni 1666
- Een schermleraar in Le Bourgeois gentilhomme op 14 oktober 1670
- Een riviergod in Psyché op 17 januari 1671
- Sylvestre in Les Fourberies de Scapin op 24 mei 1671
- Diafoirus in Le Malade imaginaire op 10 februari 1673.

- Gemeinsame Normdatei: 1224770285
- Virtual International Authority File: 3455161098968029640008